# Gütersloh-Kernstadt

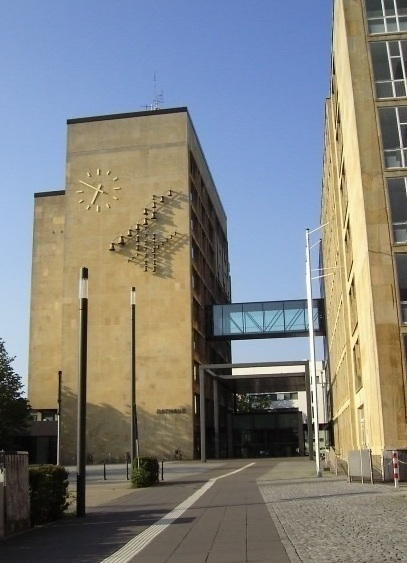
Das 1959/1970 erbaute Rathaus

Als Kernstadt von Gütersloh wird der Innenstadtbereich der ostwestfälischen Kreisstadt Gütersloh bezeichnet, der historisch zu keiner der umliegenden Bauerschaften, namentlich Blankenhagen, Nordhorn, Sundern, Kattenstroth und Pavenstädt, gehörte.
Das Gebiet reicht grob gesagt von der B 61 (Nordring) im Norden bis zur Dalke im Süden und von der Baum- und Barkeystraße im Westen bis zur Kahlert-, Eickhoff- und Lindenstraße im Osten.

## Geschichte
Gütersloh wurde erstmals 1184 urkundlich erwähnt. Keimzellen waren der Hof Meier zu Gütersloh an der Dalke (unmittelbar an der Kernstadt-Grenze zu Sundern) und die heutige Apostelkirche, die ringförmig mit Fachwerkspeichern umbaut wurde. Das Dorf gehörte zur Herrschaft Rheda. Da die Dalke die südliche Grenze zur Bauerschaft Kattenstroth und damit zum Hochstift Osnabrück bildete, fand eine bauliche Ausweitung lange Zeit nur in nördlicher Richtung statt. Auch nachdem die Herrschaft Rheda mit dem Amt Reckenberg und der Grafschaft Rietberg 1816 zum Kreis Wiedenbrück gekommen war, galt die geringe Fläche Güterslohs, das 1825 zur Stadt erhoben worden war, als größte Herausforderung für die städtebauliche Entwicklung. Endgültig gelöst wurde dieses Problem erst, als am 1. April 1910 alle umliegenden Bauerschaften in die Stadt Gütersloh eingemeindet wurden.
Wegen der Nähe zu den Bahnanlagen wurde die Innenstadt Güterslohs vor allem gegen Ende des Zweiten Weltkriegs 1944/45 mehrfach zum Ziel von Bombenangriffen. Dabei wurden zahlreiche historische Gebäude zerstört, darunter das Kirchenschiff der Apostelkirche aus dem 13. Jahrhundert.
In den 1960er und 1970er Jahren gab es mehrere Pläne zur Innenstadtsanierung, z. T. mit der Vision der autogerechten Stadt. Viele der durchgeführten Projekte gelten aus heutiger Sicht als verfehlt und hatten den Verlust historisch schützenswerter Bausubstanz zur Folge. Zu nennen ist hier vor allem der Abriss des historischen Rathauses 1970 zugunsten eines Vorplatzes für das Warenhaus Hertie. Für Parkplätze musste das Stahlsche Haus weichen, das im LWL-Freilichtmuseum Detmold eine neue Heimat fand.
Das heutige Stadtzentrum ist nicht die historische Keimzelle um den Alten Kirchplatz, sondern der Berliner Platz an der Martin-Luther-Kirche, Schnittpunkt zweier Einkaufsstraßen in der Fußgängerzone. Eine „neue Mitte“ entstand 2001 am Kolbeplatz mit zahlreichen Geschäften und Gastronomiebetrieben. Die Stadt Gütersloh versucht sich als ein Zentrum moderner Architektur zu profilieren, was seinen Ausdruck auch im Gebiet der Kernstadt durch Gebäude, wie das 2010 eröffnete Theater findet.

## Sehenswürdigkeiten und öffentliche Gebäude
Rund 100 und damit mehr als ein Drittel aller Baudenkmäler in Gütersloh befinden sich in der Kernstadt. Dazu tragen vor allem die Fachwerkbauten rund um den Alten Kirchplatz, die historistischen Gebäude in der Kirchstraße wie das Konfirmandenhaus sowie die bürgerlichen Wohnhäuser und Villen in der Roon- und in der Hohenzollernstraße bei. Stadtbildprägende historische Bauten in der Kernstadt sind die Apostelkirche, die Martin-Luther-Kirche, das Alte Amtsgericht, das Evangelisch Stiftische Gymnasium und der Wasserturm Gütersloh.
Im Bereich der Kernstadt befinden sich das neue Rathaus, das Stadtmuseum Gütersloh, das Kulturzentrum mit der Stadthalle Gütersloh und dem Theater Gütersloh, die Stadtbibliothek Gütersloh, das Amtsgericht Gütersloh und der Marktplatz.